# Academy of St. Martin-in-the-Fields
Academy of St. Martin-in-the-Fields (angleško Akademija sv. Martina v Polju) je angleški komorni orkester, ustanovljen leta 1958, sestavljen večinoma iz godalcev. Vodila sta ga Neville Marriner (1958-78) in Iona Brown (od 1978 naprej). Imenovan je po cerkvi in londonskem trgu Trafalgar Square, kjer je sprva izvajal opoldanske koncerte v podporo romarjem. Medarodno uveljavljen zaradi številnih posnetkov na ploščah s klasičnim in sodobnim repertoarjem (simfonije št. 1-20 in 21-40, koncerti za klavir 5-27 Wolfganga Amadeusa Mozarta, koncerta za violončelo št. 1 in 2 Victorja Herberta).